# رفقای بد: سلطنت هرج و مرج
رفقای بد: سلطنت هرج و مرج (به کره‌ای: 나쁜 녀석들: 더 무비) فیلم اکشن محصول سال ۲۰۱۹ کره جنوبی به کارگردانی سون یونگ هو، بر اساس سریال درام رفقای بد شبکه OCN است. ما دونگ-سوک، کیم سانگ جونگ، کیم آه جونگ و جانگ کی-یونگ در این فیلم به ایفای نقش پرداخته‌اند.

## داستان
در حین حمل و نقل زندانی، چندین پلیس توسط قاتلان مورد حمله قرار می‌گیرند و کشته می‌شوند، جایی که رئیس سابق یک گانگستر به نام نو سانگ سیک آزاد می‌شود. پس از دستگیری تعدادی از زندانیان، او گوتک، رئیس سابق یک واحد غیرمعمول نیروهای ویژه به نام «واحد جنایت» توسط افسر ارشد فراخوانده می‌شود. افسر ارشد می‌گوید که سانگ سیک قصد شهادت رهبر واقعی یاکوزا را داشت و به او می‌گوید که واحد خود را دوباره جمع کند و آنها را دستگیر کند. او وونگ چئول، یک جنایتکار سابق که دوران محکومیت خود را در زندان می‌گذراند، و یو سونگ، یک افسر پلیس سابق را استخدام می‌کند تا آنها را دستگیر کند. همچنین به این دو نفر قول داده شده‌است که اگر موفق به دستگیری آنها شوند، از مجازات زندان خود تخفیف خواهند یافت.
واحد به زودی موفق می‌شود یکی از زندانیان به نام کواک نو-سون/جسیکا را دستگیر کند، که بعداً بخشی از واحد می‌شود زیرا اطلاعات مفیدی دارد که به تیم کمک می‌کند تا در یکی از زندانیان فراری به نام کیم چانگ مین ببندند. واحد موفق می‌شود کیم را ردیابی کند، جایی که کارآگاه چوی او را دستگیر می‌کند و در نتیجه در عملیات آنها دخالت می‌کند. مشخص می‌شود که وونگ چئول این مأموریت را پذیرفته‌است، زیرا می‌خواهد با رئیس گانگستر به خاطر کشتن بهترین دوستش، نام میونگ سوک، حساب باز کند. پس از پذیرش او در بیمارستان به دلیل سرطان بدن، واحد موفق می‌شود کیم را از ایستگاه پلیس و همچنین زندانیان دیگر، از جمله سانگ سیک، بازجویی کند و متوجه می‌شود که نام اصلی رهبر یاکوزا یوشیهارا است. و فاش می‌کند که یوشیهارا میونگ سوک را به دلیل اعتراض به عملیات مواد مخدر او کشته‌است.
سانگ سیک احساس گناه کرد و تصمیم گرفت با فهرست کردن عملیات یوشیهارا در دفتر خاطراتش علیه یوشیهارا شهادت دهد. با این حال، افسر ارشد؛ مشخص شد که خال یوشیهارا است، دفترچه خاطرات را پس می‌گیرد و سانگ سیک را می‌کشد و واحد را ترک می‌کند تا در یک حادثه آتش‌سوزی بمیرد، اما آنها موفق به فرار می‌شوند. چوی به واحد کمک می‌کند تا موقعیت یوشیهارا را در یک کارخانه ردیابی کند. همراه با دوست وونگ چول، واحد به زیرزمین حمله می‌کند و گوزن‌های یوشیوارا را شکست می‌دهد. وونگ چئول با یوشیهارا روبرو می‌شود و به‌طور وحشیانه‌ای او را به خاطر مرگ میونگ‌سئوک کتک می‌زند. یوشیهارا و افرادش به همراه افسر ارشد دستگیر می‌شوند. او از سرطان خود بهبود می‌یابد و توسط وونگ چئول تشویق می‌شود تا دوباره کار کند. روز بعد، اوه همکاران یوشیرا را دستگیر می‌کند و حکم زندان تیم کاهش می‌یابد در حالی که وونگ چئول برای مأموریت دیگری استخدام می‌شود.

## بازیگران
- ما دونگ-سوک در نقش پارک وونگ چول
- کیم سانگ جونگ در نقش اوه گو تاک
- کیم آه جونگ در نقش کواک نو-سون / جسیکا
- جانگ کی-یونگ در نقش کو یو سونگ
- پارک ون-سانگ در نقش کیم چانگ سیک
- پارک هیونگ سو در نقش پارک سونگ تائه
- بانگ جه-هو در نقش افسر جوان پلیس
- کانگ مین تائه در نقش گانگستر انبار ۱
- کانگ یه-وون در نقش یو می یونگ (کمئو)
- کونگ جونگ هوان در نقش نام میونگ سوک (ظاهر خاص)
- کیم هه-یون در نقش اوه جی یون (دختر اوه گو تاک) (ظاهر خاص)
- جی سونگ هیون در نقش نام یونگ گیو

## تولید
عکاسی اصلی در ۱۰ سپتامبر ۲۰۱۸ آغاز شد و در ۱۱ ژانویه ۲۰۱۹ به پایان رسید.